# Ražanac Veliki (Istočni Školj)
Koordinati:   44°18′58″N, 15°21′09″E
Ražanac je majhen nenaseljen otoček v Jadranskem morju, ki pripada Hrvaški.
Ražanac, na katerem stoji svetilnik, se na nekaterih pomorskih kartah imenuje tudi Istočni Školj ali pa Veli Ražanac. Otoček leži v Velebitskem kanalu, severno od naselja Ražanac, od katerega je oddaljen okoli 4 km. Površina otočka meri 0,077 km². Dolžina obalnega pasu je 1,53 km. Najvišji vrh je visok 10 mnm.
Iz pomorske karte je razvidno, da svetilnik oddaja svetlobni signal: B Bl 5s. Nazivni domet svetilnika je 9 milj.